# Carina Witthöft
Carina Witthöft (Wentorf bei Hamburg, 16 febbraio 1995) è un'ex tennista tedesca.

## Carriera
Nel circuito ITF ha vinto undici titoli in singolare e uno in doppio.
Fece il suo debutto nel circuito WTA nel 2012, allo Swedish Open, dove dopo aver superato le qualificazioni viene sconfitta al primo turno dall'ucraina Kateryna Bondarenko.
Nei tornei del Grande Slam ha raggiunto il terzo turno in cinque occasioni, la prima agli Australian Open 2015 e altre quattro volte nel biennio 2016-17. Ha disputato due incontri con la squadra tedesca di Fed Cup uscendone sconfitta.

## Statistiche WTA

### Singolare

#### Vittorie (1)
| Legenda               |
| --------------------- |
| Grande Slam (0)       |
| Ori Olimpici (0)      |
| WTA Finals (0)        |
| Premier Mandatory (0) |
| Premier 5 (0)         |
| Premier (0)           |
| International (1)     |
| WTA 125s (0)          |

| N. | Data            | Torneo                                       | Superficie  | Avversaria in finale | Punteggio |
| 1. | 21 ottobre 2017 | BGL-BNP Paribas Open Luxembourg, Lussemburgo | Cemento (i) | Mónica Puig          | 6-3, 7-5  |

## Statistiche ITF

### Singolare

#### Vittorie (11)
| Torneo $100.000 (1) |
| Torneo $80.000 (0)  |
| Torneo $75.000 (0)  |
| Torneo $60.000 (0)  |
| Torneo $50.000 (3)  |
| Torneo $25.000 (6)  |
| Torneo $15.000 (0)  |
| Torneo $10.000 (1)  |

| N.  | Data              | Torneo                                                          | Superficie    | Avversaria in finale | Punteggio        |
| 1.  | 1º maggio 2011    | Eurodistrikt Ortenau-Straßburg Open, Zell am Harmersbach        | Terra rossa   | Vanessa Henke        | 4-6, 6-3, 6-4    |
| 2.  | 1º luglio 2012    | Swedish Ladies Ystad, Ystad                                     | Cemento       | Valerija Solov'ëva   | 6-2, 6-1         |
| 3.  | 5 agosto 2012     | AEGON Pro Series Wrexham, Wrexham                               | Cemento       | Donna Vekić          | 6-2, 6(4)-7, 6-2 |
| 4.  | 11 agosto 2013    | Hechingen Ladies Open, Hechingen                                | Terra rossa   | Laura Thorpe         | 6-1, 6-4         |
| 5.  | 10 agosto 2014    | Hechingen Ladies Open, Hechingen                                | Terra rossa   | Laura Siegemund      | 4-6, 6-4, 6-3    |
| 6.  | 7 settembre 2014  | AEGON Pro Series Barnstaple, Barnstaple                         | Cemento (i)   | Viktorija Golubic    | 6-2, 6-4         |
| 7.  | 14 settembre 2014 | Open GDF SUEZ de Bretagne, Saint-Malo                           | Terra rossa   | Alberta Brianti      | 6-0, 6-1         |
| 8.  | 19 ottobre 2014   | Open GDF Suez de Touraine, Joué-lès-Tours                       | Cemento (i)   | Urszula Radwańska    | 6-3, 7-6(6)      |
| 9.  | 22 febbraio 2015  | Altenkirchen Ladies Open, Altenkirchen                          | Sintetico (i) | Antonia Lottner      | 6-3, 6-4         |
| 10. | 10 maggio 2015    | Open GDF SUEZ de Cagnes-sur-Mer Alpes-Maritimes, Cagnes-sur-Mer | Terra rossa   | Tatjana Maria        | 7-5, 6-1         |
| 11. | 12 giugno 2015    | Reinert Open, Versmold                                          | Terra rossa   | Johanna Larsson      | 6-3, 6-3         |

#### Sconfitte (9)
| Torneo $100.000 (1) |
| Torneo $80.000 (0)  |
| Torneo $75.000 (1)  |
| Torneo $60.000 (0)  |
| Torneo $50.000 (0)  |
| Torneo $25.000 (5)  |
| Torneo $15.000 (0)  |
| Torneo $10.000 (2)  |

| N. | Data              | Torneo                                                                                                 | Superficie  | Avversaria in finale | Punteggio        |
| 1. | 24 luglio 2011    | BMW AHG Cup, Horb am Neckar                                                                            | Terra rossa | Paula Kania          | 6–4, 4–6, 5–7    |
| 2. | 5 agosto 2012     | Knoll Open, Bad Saulgau                                                                                | Terra rossa | Mervana Jugić-Salkić | 2–6, 4–6         |
| 3. | 11 marzo 2013     | AEGON Pro Series Sutton, Sutton                                                                        | Cemento (i) | Stephanie Vogt       | 6–3, 4–6, 3–6    |
| 4. | 8 settembre 2013  | TEAN International, Alphen aan den Rijn                                                                | Terra rossa | Arantxa Rus          | 6–4, 2–6, 2–6    |
| 5. | 29 luglio 2014    | Internationaler Württembergische Damen-Tennis-Meisterschaften um den Stuttgarter Stadtpokal, Stoccarda | Terra rossa | Mariana Duque Mariño | 7–5, 2–6, 2–6    |
| 6. | 13 luglio 2014    | Schönbusch Open, Aschaffenburg                                                                         | Terra rossa | Lesley Kerkhove      | 5–7, 3–6         |
| 7. | 15 settembre 2014 | AEGON Pro Series Shrewsbury, Shrewsbury                                                                | Cemento (i) | Océane Dodin         | 4–6, 3–6         |
| 8. | 8 maggio 2016     | Open GDF SUEZ de Cagnes-sur-Mer Alpes-Maritimes, Cagnes-sur-Mer                                        | Terra rossa | Magda Linette        | 3–6, 5–7         |
| 9. | 30 luglio 2016    | Advantage Cars Praga Open, Praga                                                                       | Terra rossa | Antonia Lottner      | 6(6)–7, 6–1, 5–7 |

### Doppio

#### Vittorie (1)
| Torneo $100.000 (0) |
| Torneo $80.000 (0)  |
| Torneo $75.000 (0)  |
| Torneo $60.000 (0)  |
| Torneo $50.000 (0)  |
| Torneo $25.000 (1)  |
| Torneo $15.000 (0)  |
| Torneo $10.000 (0)  |

| N. | Data             | Torneo                                  | Superficie  | Compagna  | Avversarie in finale                 | Punteggio |
| 1. | 7 settembre 2014 | AEGON Pro Series Barnstaple, Barnstaple | Cemento (i) | Alizé Lim | Viktorija Golubic Diāna Marcinkēviča | 6-2, 6-1  |

## Risultati in progressione
| Sigla | Risultato               |
| ----- | ----------------------- |
| V     | Vincitore               |
| F     | Finalista               |
| SF    | Semifinalista           |
| O     | Oro olimpico            |
| A     | Argento olimpico        |
| SF    | Bronzo olimpico         |
| QF    | Quarti di Finale        |
| 4T    | Quarto turno            |
| 3T    | Terzo turno             |
| 2T    | Secondo turno           |
| 1T    | Primo turno             |
| RR    | Round Robin             |
| LQ    | Turno di qualificazione |
| A     | Assente                 |
| ND    | Non disputato           |

| Legenda superfici    |
| -------------------- |
| Cemento              |
| Terra battuta        |
| Erba                 |
| Superficie variabile |

### Singolare nei tornei del Grande Slam
| Torneo          | 2013 | 2014 | 2015 | 2016 | 2017 | V--S  |
| --------------- | ---- | ---- | ---- | ---- | ---- | ----- |
| Australian Open | A    | 1T   | 3T   | 1T   | 2T   | 3-4   |
| Open di Francia | A    | A    | 2T   | 1T   | 3T   | 3-3   |
| Wimbledon       | 1T   | A    | 1T   | 3T   |      | 2-3   |
| US Open         | A    | A    | 1T   | 3T   |      | 2-2   |
| Totale          | 0-1  | 0-1  | 3-4  | 4-3  | 3-2  | 10-12 |

### Doppio nei tornei del Grande Slam
Nessuna partecipazione

### Doppio misto nei tornei del Grande Slam
Nessuna partecipazione